# 奥特亚罗瓦共产党
奥特亚罗瓦共产党（英語：Communist Party of Aotearoa，缩写为CPA）是新西兰的一个已不存在的共产主义政党。该党成立于1993年，分裂自新西兰共产党（当时该党正逐渐转向托派）。1990年代中期以来，该党一直在与马克思主义团结组织进行合并谈判。它的意识形态是共产主义、马克思列宁主义、毛主义。它的政治立场是极左翼。